# Les Alleuds, Deux-Sèvres

Les Alleuds este o comună în departamentul Deux-Sèvres, Franța. În 2009 avea o populație de 292 de locuitori.